# Orinhippus trisulcus
Orinhippus trisulcus är en insektsart som beskrevs av Yin, X.-c. 1984. Orinhippus trisulcus ingår i släktet Orinhippus och familjen gräshoppor. Inga underarter finns listade i Catalogue of Life.